# Михаил Мирчев
Михаил Стоянов Мирчев е български политолог и социолог, професор в УНСС, член на БСА и СБЖ.

## Биография
Роден е на 24 октомври 1954 г. в София в семейството на Стоян Михайлов. Михаил Мирчев завършва философия и Социология в СУ „Св. Климент Охридски“ през 1979 г. Започва кариерата си като социолог, научен секретар и директор на Националния институт за изследвания за младежта. През 1986 г. защитава докторска дисертация по социология на тема „Социалната активност като социологическа категория“, през 1998 г. се хабилитира като доцент по социология в Бургаския свободен университет, през 2009 г. защитава дисертация на тема „Възпроизводство на населението и нацията. Социологически и демографски, икономически и цивилизационни проекции“, с което придобива степента доктор на науките, а през 2010 г. е избран за професор по социология в УНСС.
На Местните избори през 2015 г. се кандидатира за кмет на София, издигнат от междупартийна коалиция „БСП – лява България“. Класира се на трето място с 8,4% от гласовете (33281 гласа), след Йорданка Фандъкова (60,17% с 238500 гласа), издигната от ПП „ГЕРБ“ и Вили Лилков (9,62% с 38113 гласа), издигнат от Реформаторски блок – София.
На 16 декември 2020 г. е освободен като преподавател в Софийския университет след публикувани видеозаписи на негови лекции, където прави расистки, антисемитски и ксенофобски изказвания пред студенти по време на лекция по „Социална работа с етно групи“.